# Spiritualized
Spiritualized es una banda inglesa de rock espacial formada en 1990 en Rugby, Reino Unido por Jason Pierce (quien a menudo adopta el alias de J. Spaceman) después de la disolución de su anterior proyecto Spacemen 3. La banda es esencialmente un proyecto de Pierce, el único miembro que se ha mantenido estable, ya que él es quien escribe, compone, canta todas las canciones. Spiritualized ha lanzado ocho álbumes de estudio. El más conocido y aclamado por la crítica es Ladies & Gentlemen We Are Floating In Space, lanzado en 1997 y escogido por la revista musical británica NME como Álbum del Año, por encima de OK Computer de Radiohead y Urban Hymns de The Verve.

## Historia
Después de la ruptura de relaciones entre los dos miembros principales de Spacemen 3, Peter Kember y Jason Pierce, el bajista del grupo Will Carruthers, el batería Jonny Mattock y el guitarrista Mark Refoy decidieron formar una agrupación paralela, para posteriormente persuadir a Pierce para que se les uniera, junto con su amigo Steve Evans, y de este modo formar Spiritualized. La banda extrajo su nombre de la adaptación de un texto en la etiqueta negra de una botella de Pernod. Debido a que la banda estaba conformada principalmente por exintegrantes de Spacemen 3, esta tenía una cláusula que especificaba que Spiritualized debía mantener el contrato de grabación de Spacemen 3 con Dedicated Records.
El primer álbum en 1990 fue una adaptación de la canción de The Troggs “Anyway That You Want Me”. La grabación tuvo problemas contractuales por el uso del nombre de la banda en la promoción del material de Spiritualized (de hecho las primeras copias del “Anyway You Want Me” tenían un logo de Spacemen 3 en la portada).
Evans fue sustituido a los teclados por la novia de Pierce en aquel momento, Kate Radley para el lanzamiento de un nuevo sencillo, “Run”/”I Want You”. Siguieron un buen número de singles, antes de que la banda lanzara a principios de 1992 su primer LP, Lazer Guided Melodies, el cual había sido grabado en Rugby durante los dos años anteriores. Un segundo álbum, Pure Phase, fue lanzado en 1995, y un tercero Ladies & Gentlemen We Are Floating In Space apareció en 1997 con un notable acogimiento por parte de la crítica y éxito comercial.
En 2009 su canción "Lay it down slow" sonó en la última escena como música de cierre de la serie Prison Break.

## Discografía

### Álbumes de estudio
- Lazer Guided Melodies - (1992) #27 UK[12]
- Pure Phase - (1995) #20 UK[12]
- Ladies and Gentlemen We Are Floating in Space - (1997) UK #4[12]
- Let It Come Down - (2001) #3 UK;[12] #133 US[13]
- Amazing Grace - (2003) #25 UK[12]
- Songs In A&E - (2008) #15 UK;[12] #157 US;[13] #48 SWE[14]
- Sweet Heart Sweet Light - (2012) #19 UK[12]
- And Nothing Hurt - (2018) #11 UK[12]
- Everything Was Beautiful (2022)

### Álbumes en vivo
- Fucked Up Inside - (1993)
- Royal Albert Hall October 10, 1997 - (1998) #38 UK[12]

### Recopilaciones
- The Complete Works: Volume One - (2003)
- The Complete Works: Volume Two - (2004)

### EP
- Medication EP - (1992) #55 UK[12]
- Electric Mainline EP - (1993) #49 UK[12]
- Abbey Road EP - (1998) #39 UK[12]